# Ronde van Romagna 2024
De 87e editie van de Italiaanse wielerwedstrijd Ronde van Romagna vond plaats op 21 april 2024. De wedstrijd startte in Lugo en finishte 196 kilometer later in Castrocaro Terme e Terra del Sole. De wedstrijd maakte deel uit van de UCI Europe Tour, met de categorie 1.1. De Portugees António Morgado won de wedstrijd en behaalde zo zijn eerste profoverwinning.

## Uitslag
| Plaats  | Naam              | Ploeg                              | Tijd     |
| ------- | ----------------- | ---------------------------------- | -------- |
| Winnaar | António Morgado   | UAE Team Emirates                  | 4u30'03" |
| 2       | Joan Bou          | Euskaltel-Euskadi                  | z.t.     |
| 3       | Mattia Bais       | Polti Kometa                       | z.t.     |
| 4       | Giovanni Carboni  | JCL Team UKYO                      | z.t.     |
| 5       | José Félix Parra  | Kern Pharma                        | z.t.     |
| 6       | Isaac del Toro    | UAE Team Emirates                  | + 43"    |
| 7       | Filippo D'Aiuto   | General Store-Essegibi-F.lli Curia | z.t.     |
| 8       | Filippo Fiorelli  | VF Group-Bardiani CSF-Faizanè      | + 58"    |
| 9       | Davide De Cassan  | Polti Kometa                       | z.t.     |
| 10      | Thomas Pesenti    | JCL Team UKYO                      | z.t.     |
| 11      | Luis Ángel Maté   | Euskaltel-Euskadi                  | z.t.     |
| 12      | Nicolò Garibbo    | Technipes #inEmiliaRomagna         | z.t.     |
| 13      | Urko Berrade      | Kern Pharma                        | z.t.     |
| 14      | Kristian Sbaragli | Corratec-Vini Fantini              | z.t.     |
| 15      | Andrea Garosio    | Polti Kometa                       | z.t.     |
| 16      | Igor Arrieta      | UAE Team Emirates                  | z.t.     |
| 17      | Luca Cavallo      | Technipes #inEmiliaRomagna         | z.t.     |
| 18      | Luca Covili       | VF Group-Bardiani CSF-Faizanè      | z.t.     |
| 19      | Alex Tolio        | VF Group-Bardiani CSF-Faizanè      | z.t.     |
| 20      | Matteo Fabbro     | Polti Kometa                       | z.t.     |